# Szemantikus HTML
A szemantikus HTML a HTML felhasználása arra, hogy a weboldalak és webalkalmazások esetében biztosítsa az információ helyes szemantikáját ill. értelmezését, a megjelenítési mód meghatározásán túl.  A szemantikus HTML-t mind a hagyományos webböngészők, mind  felhasználói ügynökprogramok fel tudják dolgozni. Ezek az emberi felhasználók felé való megjelenítéshez a CSS-t használják.

## Története
A HTML kidolgozása  óta tartalmazza  a szemantikus jelölők lehetőségét. A HTML dokumentum szerzője egyebek mellett megteheti, hogy "a címmel kezd, aztán hozzáadja a fejezetcímeket, a bekezdéseket, a szöveg bizonyos részeit kiemeli, és más oldalakra való hivatkozásokat szúr be, és a felsorolások különböző fajtáit alkalmazza." 
A HTML szabvány különböző verziói alkalmaztak  olyan megjelenítési jelölőket is, mint pl. a <font> (a HTML 3.2 adta hozzá, majd a HTML 4.0 szigorú változata eltávolította), az <i> minden verzióban jelen van, a <center> jelölőt szintén a HTML 3.2-től kezdve használhatjuk. Léteznek a szemantikailag semleges <div>és <span>elemek is. Amióta az 1990-es évek végétől a CSS a legtöbb böngészőben működik, a webes szerzőket arra bátorították, hogy kerüljék ezeket megjelenítési jelölőket, mert így a megjelenítés szétválaszthatóvá válik  a tartalomtól.
2001-ben Tim Berners-Lee részt vett egy a szemantikus webről szóló olyan vitában, ahol demonstrálták, hogy intelligens szoftverügynök-programok egy napon majd automatikusan képesek lesznek megtalálni, kiszűrni és korrelálni korábban nem relációba állított tényeket a véghasználó hasznára. Az ilyen ügynökprogramok nem általánosak ma sem, jóllehet a Web 2.0 néhány alkalmazása, a hibrid webalkalmazások, illetve az árösszehasonlító oldalak, eléggé megközelítik ezt az ideát. A legnagyobb különbség ezen alkalmazás-hibridek és  a Lee-féle szemantikus ügynökprogramok között abban rejlik, hogy a jelenlegi információgyűjtést és hibridizációt olyan webfejlesztők tervezik meg, akik már ismerik az általuk összekötni, összehasonlítani és ötvözni kívánt adatok webhelyeit, az API-szemantikáját
A webes keresőrobot olyan fontos webügynök típus, amely képes előzetes tudás nélkül feltérképezni,az általa beolvasott adatokat. Ezek a szoftveres ügynökök erősen függnek  weboldalakon talált információk szemantikus tisztaságától, mivel ezek  különböző technikákat, algoritmusokat használnak arra, hogy weboldalak millióit indexeljék egy nap alatt, és a webfelhasználóknak keresési lehetőségeket nyújtsanak.
Annak érdekében, hogy a kereső-robotok a HTML dokumentumokban talált szövegek relevanciáját fel tudják becsülni, fejlesztésük során a HTML-ben meglévő szemantikus struktúrákat széleskörűen és egyöntetűen feldolgozzák, hogy így a felszínre tudják hozni a rendelkezésre álló információ jelentését. Ugyanígy járnak el az adatövözeteket (mash-up) és hibrideket létrehozó alkalmazások, és az erősen automatizált ügynökprogramok is. 
 Jóllehet a valódi szemantikus háló bonyolult meta-adatoktól és RDF ontológiákból áll, minden HTML dokumentum hozzájárul a világháló értelmezéséhez azzal, hogy helyes módon alkalmazza a fejezetcímeket, listákat és egyéb szemantikus jelölőket.
A HTML egyszerű korábbi használatát angolul "Plain Old Semantic HTML"-nek rövidítve POSH-nak nevezték el. A Web 2.0-s jelölők megfelelő használata olyan vezérszó-gyűjteményeket (folksonomy) hoz létre, amelyek sokak számára legalább annyira értékések, mint a korábbi jelölési mód.
A HTML 5 olyan új szemantikai elemeket vezetett be, mint a section, article, footer, progress, nav, aside, mark, és time. Összességében a W3C konzorcium célja az, hogy lépésenként olyan új lehetőségeket vezessen be, amely a böngészők, a kereső-robotok és a fejlesztők számára megkönnyíti az adatok közötti különbségtételt. Ezzel elősegítik az adatok jobb megjeleníthetőségét, a különböző eszközökön.
A megjelenítési jelölőket a HTML 4.01-ben és az XHTML-ben hivatalosan nem vezették ki, azonban eltanácsoltak tőle. A HTML 5-ben olyan általánosan elterjedt jelölőkről, mint az i  és bb, kijelentik, hogy "jelentésük világosan meg van határozva", mégpedig úgy, "hogy stilisztikailag elkülönítik a szöveget az alapstílustól, anélkül, hogy túlságosan nagy hangsúlyt kapnának"

## Szempontok
Azokban az esetekben, amikor a HTML-ben lehetségesnél pontosabb szemantikai jelölőkre van szükség, a dokumentum egyes részei  elkülöníthetőek a span vagy div jelölőkkel, Ezeknek a jelölőknek (tageknek) aztán olyan érthető osztályneveket  adhatunk meg. Például <span class="szerző"> , <div class="számla">. Ezek az osztálynevek aztán az adott sémán, vagy ontológián belül a szövegrészlet azonosítójaként szolgálnak, s ezzel elősegítik a pontosabb tartalom meghatározást. Az ún. mikroformátumok ezt a jelentéstani megközelítést formalizálják a HTML-ben.
Fontos megszorítás, hogy az ilyen testreszabható jelölőknek meg kell felelnie a helyesen megformáltság feltételeinek. Miután az ilyen dokumentumok általában fa struktúrát követnek, ez azt jelenti, hogy az így megjelölt al-fáknak hasonló súlyúaknak kell lenniök.  Ez egyben azt is jelenti, hogy csak kiegyensúlyozott töredékeket egy-egy al-fa jelöli. Ezért szükségünk lehet egy olyan eszközre, amely a HTML szakaszok megjelölésénél, a jelölő struktúrától függetlenül segít egyensúlyt tartani, ilyen eszköz az XPointer.
A jó szemantikus HTML maga is javítja az  a webdokumentumok elérhetőségét (lásd még: Webtartalom Hozzáférhetőségi Irányelvek).  Például, ha a képernyőolvasó vagy a hangböngésző helyesen meg tudja állapítani a dokumentum szerkezetét, akkor nem fogja  a látássérült felhasználó idejét ismétlődő vagy irreleváns információ felolvasásával vesztegetni.

## A Google a "bővített szövegrészletek"
2010-ben a Google három, a rendszeri által használt metaadat struktúrát határozott meg, ezek alapján fognak strukturált szemantikai tartalmat keresni a weboldalakon. Ezzel a recenziós, személyi és üzleti illetve eseményleíró információval fogják kiegészíteni a "snippeteket". Ezek azok a rövid szövegrészek, amelyek a keresőmotorok találati listáján megjelennek. A Google úgy határozza meg, hogy ilyen adatok mikroadat. mikroformátum, vagy RDFa segítségével adhatók meg. A mikroadat a meglévő HTML elemek belső itemtype , itemprop attribútumában hozzáadott adat. A  mikroformátum class  osztályleíró kulcsszavaiban megadott információ. Az RDFa a meglévő elemek rel, typeof , property tulajdonságokban  hozzáadott információkra támaszkodik.

## Fordítás
Ez a szócikk részben vagy egészben  a   Semantic HTML című angol Wikipédia-szócikk ezen változatának fordításán alapul.  Az eredeti cikk szerkesztőit annak laptörténete sorolja fel. Ez a jelzés csupán a megfogalmazás eredetét és a szerzői jogokat jelzi, nem szolgál a cikkben szereplő információk forrásmegjelöléseként.